# Dipartimento federale delle finanze
Il Dipartimento federale delle finanze (in tedesco: Eidgenössisches Finanzdepartement - EFD, in francese: Département fédéral des finances - DFF, in romancio: Departament federal da finanzas - DFF) è uno dei sette dipartimenti (ministeri) nel governo svizzero. 
Karin Keller Sutterè a capo del dipartimento.

## Cambiamento di denominazione
- 1848 Dipartimento delle finanze
- 1873 Dipartimento delle finanze e delle dogane
- 1979 Dipartimento federale delle finanze

## Competenze
- Segreteria generale SG / Organo strategia informatica della Confederazione OSIC
- Amministrazione federale delle finanze AFF
- Ufficio federale del personale UFPER
- Amministrazione federale delle contribuzioni AFC
- Amministrazione federale delle dogane AFD
- Regia federale degli alcool RFA
- Ufficio federale dell’informatica e della telecomunicazione UFIT
- Ufficio federale delle costruzioni e della logistica UFCL
- Ufficio federale delle assicurazioni private UFAP

Inoltre sottostanno al DFF:
- Controllo federale delle finanze
- Commissione federale delle banche
- Cassa pensioni della Confederazione publica

## Consiglieri federali a capo del dipartimento
| - 1848-1850: Josef Munzinger - 1851: Henri Druey - 1852: Josef Munzinger - 1853-1855: Henri Druey - 1855-1856: Melchior Josef Martin Knüsel - 1857-1858: Jakob Stämpfli - 1859-1861: Constant Fornerod - 1862-1863: Melchior Josef Martin Knüsel - 1864-1867: Jean-Jacques Challet-Venel - 1868: Victor Ruffy - 1869: Jean-Jacques Challet-Venel | - 1870-1871: Paul Cérésole - 1872: Karl Schenk - 1872-1873: Johann Jakob Scherer - 1873-1875: Wilhelm Matthias Naeff - 1876-1878: Bernhard Hammer - 1879: Simeon Bavier - 1880-1890: Bernhard Hammer - 1891-1899: Walter Hauser - 1900: Robert Comtesse - 1901-1902: Walter Hauser | - 1903: Robert Comtesse - 1904: Marc-Emile Ruchet - 1905-1909: Robert Comtesse - 1910: Josef Anton Schobinger - 1911: Robert Comtesse - 1912-1919: Giuseppe Motta - 1920-1934: Jean-Marie Musy - 1934-1938: Albert Meyer - 1939-1943: Ernst Wetter - 1944-1951: Ernst Nobs - 1952-1954: Max Weber | - 1954-1959: Hans Streuli - 1960-1962: Jean Bourgknecht - 1962-1968: Roger Bonvin - 1968-1973: Nello Celio - 1974-1979: Georges-André Chevallaz - 1980-1983: Willi Ritschard - 1984-1995: Otto Stich - 1996-2003: Kaspar Villiger - 2004-2010: Hans-Rudolf Merz - 2010-2015: Eveline Widmer-Schlumpf - 2016-2022: Ueli Maurer - Dal 2023: Karin Keller-Sutter |